# Eriocaulon mokalense
Eriocaulon mokalense är en gräsväxtart som beskrevs av Harold Norman Moldenke. Eriocaulon mokalense ingår i släktet Eriocaulon och familjen Eriocaulaceae. Inga underarter finns listade i Catalogue of Life.